# Квинт Муций Сцевола (консул 174 года до н. э.)
Квинт Муций Сцевола (лат. Quintus Mucius Scaevola; умер после 171 года до н. э.) — древнеримский политический деятель и военачальник из плебейского рода Муциев, консул 174 года до н. э. Участвовал в Третьей Македонской войне в 171 году до н. э.

## Происхождение
Квинт Муций принадлежал к недавно возвысившемуся плебейскому роду Муциев. Поздние генеалогии связывали семью с легендарным Гаем Муцием Кордом, который сжёг свою правую руку перед Порсенной и получил прозвище «Левша» (лат. Scaevola), но исследователи считают это вымыслом. Первое упоминание Сцевол в источниках относится к 215 году до н. э., когда Квинт Муций Сцевола стал претором. Консул 174 года до н. э. был его младшим сыном и вторым консулом в роду после брата — Публия Муция Сцеволы.

## Биография
Семью Муциев связывал политический союз с влиятельным плебейским родом Фульвиев Флакков, сыгравший важную роль в карьере Квинта. Предположительно благодаря поддержке Фульвиев и Квинт, и его брат Публий получили претуру на 179 год до н. э.; консулами тогда были Квинт Фульвий Флакк и его брат Луций Манлий Ацидин Фульвиан. Публию достался наиболее престижный пост городского претора, а Квинту — наместничество в Сицилии. В 175 году до н. э. Квинт был избран консулом, причём решающую роль сыграла помощь его брата, который как консул текущего года руководил выборами.
Коллегой Сцеволы по консулату стал патриций Спурий Постумий Альбин Павлул. Поскольку большая часть повествования Тита Ливия о событиях 174 года до н. э. утрачена, о деятельности Квинта Муция на этом посту известно только одно: совместно с Альбином он должен был набрать два легиона для армии, но столкнулся с серьёзными проблемами из-за масштабной эпидемии.
Следующее упоминание о Сцеволе относится к 171 году до н. э. Тогда шла Третья Македонская война, и Квинт в качестве военного трибуна переправился на Балканы в составе армии, которую возглавлял консул Публий Лициний Красс. В конном сражении при Каллинике в Фессалии, закончившемся поражением римлян, он командовал центральной частью боевого порядка. Позже Красс предоставил Сцеволе отряд в две тысячи человек и поручил ему с этими силами занять город Амбракия в Этолии.
После этого Квинт Муций уже не упоминается в источниках. Между тем он мог жить ещё достаточно долго: в 171 году до н. э. Сцевола был относительно молодым человеком.

## Потомки
У Квинта Муция был сын того же имени, выдающийся юрист, который занимал консульскую должность в 117 году до н. э. и получил от современников прозвище Авгур.